# Hyptis salicina
Hyptis salicina là một loài thực vật có hoa trong họ Hoa môi. Loài này được J.A.Schmidt mô tả khoa học đầu tiên năm 1858.